# الألعاب الخليجية
 الألعاب الخليجية، أو دورة الألعاب الخليجية، هي حدث إقليمي متعدد الرياضات، يشارك فيه متنافسون من منطقة مجلس التعاون الخليجي. 

    تم تأسيس دورة ألعاب مجلس التعاون الخليجي، وهي حدث متعدد الرياضات، يقام كل أربع سنوات، من قبل الاتحاد، وأقيمت لأول مرة في عام 2011م. وهناك العديد من بطولات مجلس التعاون الخليجي طويلة الأمد للرياضات الفردية، بما في ذلك: بطولة مجلس التعاون الخليجي لألعاب القوى (أقيمت لأول مرة في عام 1986م؛ فئة الشباب من عام 2000م) كرة القدم، الرماية، ألعاب القوى، تنس الريشة، الإبحار،  كرة السلة،  السباحة، سباحة الماراثون، الغوص، كرة الماء، السباحة الفنية،  التنس،  الجمباز (مستويات كبار وشباب)،  رفع الأثقال، كرة الصالات،  السنوكر، ركوب الدراجات (سباق الدراجات الحرة، سباق الدراجات النارية، ركوب الدراجات على الطرق، ركوب الدراجات على المضمار)، الشطرنج وتنس الطاولة.  وكان من المقرر أن تقام النسخة الثالثة من البطولة في يونيو 2019م، لكنها أُرجأت إلى عام 2022م؛ بسبب الخلافات الداخلية بين دول مجلس التعاون الخليجي. تم الإعلان عن النسخة الرابعة والتي ستقام حسب التواريخ المعلنة. ولأول مرة سيتم تنظيم الألعاب من قبل الوجوه الجديدة والشابة والموهوبة من فريق دول مجلس التعاون الخليجي.

## العاب دول مجلس التعاون الخليجي
| النسخة  | سنة  | المدينة المضيفة | دولة       | الرياضة | المتنافسون | التاريخ والفترة |
| ------- | ---- | --------------- | ---------- | ------- | ---------- | --------------- |
| الأولى  | 2011 | المنامة         | البحرين    |         |            | 11-22 أكتوبر    |
| الثانية | 2015 | الدمام          | السعودية   |         |            | 12–26 أكتوبر    |
| الثالثة | 2022 | مدينة الكويت    | الكويت     |         |            | 16–21 يونيو     |
| الرابعة | 2026 | الدوحة          | قطر        |         |            | 2026            |
| الخامسة | 2028 | مسقط (عمان)     | سلطنة عمان |         |            |                 |

## دورة الألعاب الشاطئية لدول مجلس التعاون الخليجي
| النسخة  | سنة  | المدينة المضيفة | دولة       | الرياضة | المتنافسون | التاريخ والفترة |
| ------- | ---- | --------------- | ---------- | ------- | ---------- | --------------- |
| الأولى  | 2010 | المنامة         | البحرين    |         |            | 10–17 أكتوبر    |
| الثانية | 2015 | الدوحة          | قطر        |         |            | 2–9 أبريل       |
| الثالثة | 2025 |                 | سلطنة عمان |         |            | 2025            |

## دورة الألعاب النسائية لدول مجلس التعاون الخليجي
أقيمت النسخة السادسة في عام 2019م. وقد أنهت البحرين البطولة بـ 77 ميدالية، والإمارات العربية المتحدة (54)، والكويت (50)، وقطر (32)، والمملكة العربية السعودية، وعمان (11).      
| النسخة  | سنة  | المدينة المضيفة       | دولة                     | الرياضة | المتنافسون | التاريخ والفنرة |
| ------- | ---- | --------------------- | ------------------------ | ------- | ---------- | --------------- |
| الأولى  | 2008 | مدينة الكويت          | الكويت                   | 6       |            |                 |
| الثانية | 2011 | ابو ظبي               | الإمارات العربية المتحدة | 6       |            |                 |
| الثالثة | 2013 | المنامة               | البحرين                  | 8       |            | 3-13 مارس       |
| الرابعة | 2015 | المسكات عنب طيب الشذا | سلطنة عمان               |         |            |                 |
| الخامسة | 2017 | الدوحة                | قطر                      |         |            | 7-17 مارس       |
| السادسة | 2019 | مدينة الكويت          | الكويت                   | 11      | 600        |                 |
| السابعة | 2026 | الدوحة                | قطر                      |         |            | 2026            |

## دورة الألعاب الخليجية للشباب
| النسخة | سنة  | المدينة المضيفة | دولة                     | الرياضة | المتنافسون | التاريخ والفترة          |
| ------ | ---- | --------------- | ------------------------ | ------- | ---------- | ------------------------ |
| الأولى | 2024 | دبي             | الإمارات العربية المتحدة | 17      | 1391       | 16 أبريل إلى 2 مايو 2024 |

ستقام دورة الألعاب الشاطئية لدول مجلس التعاون الخليجي، التي أقيمت نسختها الأولى في البحرين عام 2010م، هذا العام في مرافق الدوحة الحديثة، ومعالمها المميزة على مدى ثمانية أيام حافلة بالفعاليات الرياضية.
- النسخة الأولى- 2010م البحرين
- النسخة الثانية- قطر 2015م

## دورة ألعاب غرب آسيا البارالمبية
| النسخة | سنة  | يستضيف                             | الفترة                | الرياضة |
| ------ | ---- | ---------------------------------- | --------------------- | ------- |
| 1      | 2017 | الإمارات العربية المتحدة ، خورفكان | 18–24 فبراير          | 5       |
| 2      | 2019 | الأردن, عمان                       | 15 إلى 22 سبتمبر      |         |
| 3      | 2022 | البحرين, المنامة                   | 20 إلى 25 فبراير      |         |
| 4      | 2024 | الإمارات العربية المتحدة ، الشارقة | 27 يناير إلى 3 فبراير |         |

تنوعت الرياضة في دورة الألعاب البارالمبية 2017م ما بين: كرة القدم، كرة السلة، تنس الطاولة، رفع الأثقال، وألعاب القوى.
أُقيمت دورة ألعاب غرب آسيا البارالمبية الثانية في عمان، في الفترة من 15 إلى 22 سبتمبر. وتتنافس ست دول في منافسات كرة السلة على الكراسي المتحركة، وهي: العراق، والبحرين والكويت، والإمارات العربية المتحدة وعمان، والأردن. وتم تقسيم الفرق إلى مجموعتين، والدورة تلعب بنظام الدوري من دور واحد، يليه مرحلة خروج المغلوب.
دورة ألعاب غرب آسيا البارالمبية الثالثة، التي أقيمت في البحرين، في الفترة من 20 إلى 25 فبراير.
أُقيمت دورة ألعاب غرب آسيا البارالمبية بسنختها الرابعة في الشارقة، دولة الإمارات العربية المتحدة، وذلك خلال الفترة من 27 يناير إلى 3 فبراير 2024م.

### جدول الميداليات 2017
| الترتيب | الدولة                   | ذهب | فضة | برونز | المجموع |
| ------- | ------------------------ | --- | --- | ----- | ------- |
| 1       | العراق                   | 20  | 20  | 7     | 47      |
| 2       | الإمارات العربية المتحدة | 19  | 19  | 21    | 59      |
| 3       | السعودية                 | 14  | 5   | 8     | 27      |
| 4       | الكويت                   | 8   | 8   | 6     | 22      |
| 5       | الأردن                   | 6   | 5   | 5     | 16      |
| 6       | عُمان                     | 5   | 6   | 4     | 15      |
| 7       | البحرين                  | 5   | 3   | 7     | 15      |
| 8       | قطر                      | 5   | 1   | 2     | 8       |
| 9       | لبنان                    | 2   | 5   | 5     | 12      |
| 10      | سوريا                    | 2   | 1   | 1     | 4       |
| 11      | فلسطين                   | 0   | 2   | 5     | 7       |
| 12      | اليمن                    | 0   | 1   | 0     | 1       |
| المجموع | المجموع                  | 86  | 76  | 71    | 233     |